# Merhabete
Merhabete (anciennement Lay Betna Tach Bet) est l’un des 105 woredas de la région Amhara, en Éthiopie.